# Internet Systems Consortium
L'Internet Systems Consortium, o ISC, è una corporazione non-profit federale degli USA che si occupa di mantenere software e sistemi considerati essenziali o comunque utili al funzionamento delle infrastrutture di Internet.

## Storia
ISC nasce nel 1994 come acronimo di Internet Software Consortium. Rick Adams, Carl Malamud e Paul Vixie fondarono ISC con fondi provenienti da UUNET per sviluppare e supportare un insieme di implementazioni di riferimento per software rivolti a Internet.
Nel gennaio 2004 ISC cambia nome in Internet Systems Consortium.
La sede centrale di ISC è a  Redwood City, California.

## Software mantenuto da ISC
Il software sviluppato e mantenuto da ISC include:
- BIND, un'implementazione del protocollo DNS
- ISC DHCP, implementazione del protocollo DHCP
- INN, InterNetNews, sistema Usenet completo
- ISC NTP, implementazione del protocollo NTP
- IRRToolSet, sistema per analizzare ed implementare le policy di inter-domain routing

## Root Name Server
ISC gestisce uno dei 13 root nameserver (f.root-servers.net).
Primo tra gli operatori di root nameserver, ISC ha sviluppato e messo in atto la tecnica anycast per la replicazione e distribuzione dei root nameserver in nodi locali presenti su tutto il globo, principalmente ospitati da punti di interscambio.
In Italia sono presenti due repliche di f.root-servers.net, presso i punti di interscambio NaMeX di Roma e TOP-IX di Torino.

## Hosting
ISC ospita un archivio dei messaggi dei newsgroup di usenet e rmgroup, così come molti altri progetti open source e di software libero.